# لآ آندر تایا
لآ آندر تایا (به آلمانی: Laa an der Thaya) یک شهر و شهرک با حقوق شهرک و روستای سابق در اتریش است که در ناحیه میستلباخ واقع شده‌است. لآ آندر تایا ۶٬۲۱۰ نفر جمعیت دارد.

## خواهرخوانده
شهرهای گارشینگ ان در آلتس و اشفینتوخوویتسه خواهرخوانده‌های لآ آندر تایا هستند.